# Recinto amurallado (Villarreal)
El recinto amurallado de Villarreal, está constituido por los restos de la antigua muralla que cercaba esta población de la comarca de la Plana Baja, provincia de Castellón. Se sitúa en lo que actualmente es el centro del casco urbano, y tuvo, como la mayoría de las murallas, carácter defensivo. Como toda estructura defensiva está catalogada, de manera genérica como Bien de Interés Cultural, con el código de anotación ministerial R-I-51-0011253, y fecha de anotación 20 de diciembre de 2004.

## Descripción histórico-artística
Villarreal fue construida por orden de Jaime I, iniciándose su creación el 20 de febrero de 1274, dando a los primeros pobladores (provenientes en su mayoría de Morella y Lérida) la Carta Puebla para que la nueva población se erigiera en terrenos que anteriormente pertenecían a Burriana.
Esta nueva población tenía la finalidad de potenciar la seguridad de Valencia, por ello debía concebirse como una plaza fortificada, por lo que se elevaron las correspondientes murallas, que, aunque hoy han quedado absorbidas por la expansión del núcleo poblacional, en su momento la aislaban del exterior protegiendo a sus pobladores.
El recinto amurallado seguía las características que se empleaban para la construcción de este tipo de enclaves, que tenían como modelo la traza octogonal que se empleó en Jaca en 1076.
La fábrica era de mampostería de piedra de la comarca unida por argamasa y en ciertos tramos, como el conservado de la Casa de l´Oli se empleó sillería.
Los cuatro extremos del recinto se reforzaban con torres, de las que en la actualidad sólo se conserva la llamada torre Mocha (de planta octogonal), que, además, no es la original, ya que ésta fue derruida en 1424 y sustituida por la actual que, por su parte, ha sufrido numerosas reformas y modificaciones a lo largo del tiempo. Para poder acceder al recinto urbano, protegido por las murallas, se abrieron cuatro puertas: la de Valencia al oeste, la de Onda al norte, la de Castellón al este, y la puerta de Burriana al sur. Y para reforzar las defensas, el recinto también disponía de un foso alrededor de todo su perímetro, que, con la expansión del núcleo poblacional, se rellenó de tierra en el siglo XVI. Actualmente puede contemplarse un trozo que se ha descubierto en la calle San Pedro.
Del resto de las murallas sólo se conservan dos tramos, junto a la torre Mocha, que han sido restaurados, y un pequeño resto junto a la Casa de l´Oli, que por su parte fue restaurada en el año 1986 por el arquitecto Joaquín Lizandra.
Pese a que el resto del recinto amurallado ha desaparecido, aún pueden distinguirse algunos paños que forman parte de construcciones que se elevaron al expandirse la población y que pasaron a formar parte de las nuevas viviendas.